# Niek van der Velden
Niek van der Velden (ur. 28 maja 2000 w Nispen) – holenderski snowbordzista specjalizujący się w big airze i slopestyle, olimpijczyk z Pekinu 2022, wicemistrz świata juniorów.
Zakwalifikował się na Zimowe Igrzyska Olimpijskie 2018 jako najmłodszy Holender. Podczas treningu zaliczył upadek, w wyniku którego doznał kontuzji, która wyeliminowała go ze startu olimpijskiego. Na igrzyskach wystąpił cztery lata później w Pekinie.

## Udział w zawodach międzynarodowych
| Impreza                     | Rok  | Gospodarz     | big air | slopestyle |
| --------------------------- | ---- | ------------- | ------- | ---------- |
| Igrzyska olimpijskie        | 2018 | Pjongczang    | DNS     | DNS        |
| Igrzyska olimpijskie        | 2022 | Pekin         | 6       | 22         |
| Mistrzostwa świata          | 2017 | Sierra Nevada | 53      | 44         |
| Mistrzostwa świata          | 2019 | Park City     | —       | 6          |
| Mistrzostwa świata juniorów | 2016 | Seiser Alm    | 7       | 8          |
| Mistrzostwa świata juniorów | 2018 | Cardrona      | 10      | 02 !       |